# Podoleni
Podoleni – wieś w Rumunii, w okręgu Gałacz, w gminie Barcea. W 2011 roku liczyła 1331 mieszkańców.